# Ian Ziering
Ian Andrew Ziering (Newark, 30 marzo 1964) è un attore statunitense, noto per il ruolo di Steve Sanders nella serie televisiva Beverly Hills 90210 e di Fin Shepard nell'esalogia di Sharknado.

## Biografia
Ha debuttato nel 1981 nel film di Franco Zeffirelli Amore senza fine, film che ha visto l'esordio anche di Tom Cruise. In seguito ha interpretato per due anni Cameron Stewart nella soap opera Sentieri. La notorietà è arrivata negli anni novanta, interpretando il ruolo di Steve Sanders nella serie tv Beverly Hills 90210. Dopo essere stato nel cast per tutta la durata della serie, ha ottenuto parti in film tv e in serie come JAG - Avvocati in divisa e Le cose che amo di te. Nel 2005, assieme all'ex-collega Brian Austin Green, ha interpretato sé stesso nel film di Tony Scott Domino, inoltre ha partecipato all'edizione americana di Ballando con le stelle. Nel 2013 gli è stata affidata la parte principale nel film Sharknado.

## Vita privata
Ziering ha divorziato dalla prima moglie, l'ex coniglietta di Playboy Nikki Schieler, nel marzo 2002, dopo 5 anni di matrimonio. I due si erano sposati nel 1997 dopo essersi conosciuti proprio sul set di Beverly Hills 90210, dove lei faceva la comparsa.
Nel 2010 ha sposato l'infermiera Erin Ludwig; la coppia ha due figlie, Mia Loren e Penna Mae, nate entrambe il 25 aprile, la prima nel 2011, la seconda nel 2013.

## Filmografia

### Cinema
- Amore senza fine (Endless Love), regia di Franco Zeffirelli (1981)
- Savate, regia di Isaac Florentine (1995)
- Fino alla fine (No Way Back), regia di Frank A. Cappello (1995)
- Domino, regia di Tony Scott (2005)
- Stripped Down, regia di Elana Krausz (2006)
- Tyrannosaurus Azteca, regia di Brian Trenchard-Smith (2007)
- 48 ore di terrore (Kidnapped: 48 Hours of terror), regia di George Erschbamer (2010)
- 301 - La leggenda di Maximus il fichissimo (The Legend of Awesomest Maximus), regia di Jeff Kanew (2011)
- Indovina perché ti odio (That's My Boy), regia di Sean Anders (2012)
- Lottare per un sogno (McKenna Shoots for the Stars), regia di Vince Marcello (2012)
- Snake and Mongoose, regia di Wayne Holloway (2013)

### Cortometraggi
- Six Months Later, regia di David Frigerio (2005)
- Man vs. Monday, regia di Ian Ziering (2006)
- Step Seven, regia di Chris Lucci (2009)
- Hopelessly Devoted, regia di Jeff Kanew (2010)
- Ed Hardy Boyz 2: The Case of When That Hot Filipina Girl Lost Her Tramp Stamp at Mini-Golf, regia di Jonathan Krisel (2011)

### Televisione
- Love of Life - soap opera (1980)
- The Doctors - soap opera (1981)
- ABC Afterschool Specials - serie TV, episodio 16x05 (1988)
- Sentieri (The Guiding Light) - soap opera, 1 episodio (1988)
- CBS Schoolbreak Special - serie TV, episodio 7x02 (1990)
- Sposati... con figli (Married with Children) - serie TV, episodio 5x04 (1990)
- Beverly Hills 90210 - serie TV, 292 episodi (1990-2000)
- Melrose Place - serie TV, episodi 1x01-1x02-1x03 (1992)
- Parker Lewis - serie TV, episodio 2x22 (1992)
- Una vacanza in paradiso (The Women of Spring Break), regia di Bill L. Norton - film TV (1995)
- Giochi di morte (Subliminal Seduction), regia di Andrew Stevens - film TV (1996)
- V.I.P. - serie TV, episodio 1x03 (1998)
- Love Boat - The Next Wave - serie TV, episodio 2x09 (1999)
- Twice in a Lifetime - serie TV, episodio 2x15 (2000)
- Inside Schwartz - serie TV, episodio 1x04 (2001) - non accreditato
- JAG - Avvocati in divisa (JAG) - serie TV, episodio 7x07 (2001)
- Son of the Beach - serie TV, episodi 3x12-3x13-3x14 (2002)
- Le cose che amo di te (What I Like About You) - serie TV, episodio 1x08 (2002)
- Side Order of Life - serie TV, episodi 1x10-1x11-1x12 (2007)
- Lava Storm, regia di Sean Dwyer - film TV (2008)
- Un regalo speciale (The Christmas Hope), regia di Norma Bailey - film TV (2009)
- CSI: New York - serie TV, episodio 6x17 (2010)
- Happily Divorced - serie TV, episodio 1x05 (2011)
- Sharknado, regia di Anthony C. Ferrante - film TV (2013)
- Sharknado 2 - A volte ripiovono, regia di Anthony C. Ferrante - film TV (2014)
- Christmas in Palm Springs, regia di Fred Olen Ray - film TV (2014)
- Defiance - serie TV, episodio 3x07 (2015)
- Sharknado 3, regia di Anthony C. Ferrante - film TV (2015)
- Lavalantula, regia di Mike Mendez - film TV (2015)
- I Muppet - serie TV, 1 episodio (2016)
- Sharknado 4 (Sharknado: The 4th Awakens), regia di Anthony C. Ferrante - film TV (2016)
- Sharknado 5 (Sharknado 5: Global Swarming), regia di Anthony C. Ferrante - film TV (2017)
- L'ultimo Sharknado (The Last Sharknado: It's About Time), regia di Anthony C. Ferrante - film TV (2018)
- BH90210 - serie TV, 6 episodi (2019)
- The Order - serie TV, episodio 2x08 (2020)

### Doppiatore
- Principe Valiant (The Legend of Prince Valiant) - serie TV, episodi 2x03-2x04 (1991)
- Biker Mice da Marte (Biker Mice from Mars) - serie TV, 65 episodi (1993-1996)
- Aaahh!!! Real Monsters - serie TV, episodio 1x09 (1994)
- Mighty Ducks - serie TV, 24 episodi (1996-1997)
- Mighty Ducks the Movie: The First Face-Off - film TV, regia di Joe Barruso, Doug Murphy, Blair Peters e Baekyup Sung (1997)
- Godzilla: The Series - serie TV, 40 episodi (1998-2000)
- Batman of the Future (Batman Beyond) - serie TV, episodio 1x09 (1999)
- Freelancer - videogioco (2003)
- Spider-Man - serie TV, 13 episodi (2003)
- Biker Mice from Mars - serie TV, 29 episodi (2006-2007)
- Biker Mice from Mars - videogioco (2007)
- Drawn Together - serie TV, episodio 3x11 (2007)

### Regista
- Beverly Hills 90210 - serie TV, episodio 10x14 (2000)
- Man vs. Monday - cortometraggio (2006)

### Sceneggiatore
- Beverly Hills 90210 - serie TV, episodio 5x16 (storia) (1995)

## Doppiatori italiani
Nelle versioni in italiano delle opere in cui ha recitato, Ian Ziering è stata doppiato da:
- Oreste Baldini in Beverly Hills 90210, Melrose Place, V.I.P., Le cose che amo di te, Domino, I Muppet, BH90210 , Swamp Thing
- Mimmo Strati in Sharknado, Sharknado 2 - A volte ripiovono, Sharknado 3, Sharknado 4, Lavalantula, Sharknado 5, L'ultimo Sharknado - Era ora!
- Riccardo Rossi in Amore senza fine
- Sandro Acerbo in Fino alla fine
- Luigi Rosa in Sentieri
- Giorgio Borghetti in CSI: NY
- Pasquale Anselmo in 48 ore di terrore
- Christian Iansante in 301 - La leggenda di Maximus il fichissimo
- Fabrizio Manfredi in Lottare per un sogno

Da doppiatore è sostituito da:
- Saverio Garbarino in Biker Mice da Marte
- Maurizio Trombini in Batman of the Future